# Ki (singel Kōshiego Inaby)
KI – drugi singel japońskiego piosenkarza Kōshiego Inaby, wydany 11 czerwca 2003 roku. Osiągnął 1 pozycję w rankingu Oricon i pozostawał na liście przez 11 tygodni, sprzedał się w nakładzie 275 957 egzemplarzy. Utwór „AKATSUKI” został wykorzystany w zakończeniu programu K1 JAPAN stacji NTV.
Singel zdobył status złotej płyty.

## Lista utworów
| Nr | Tytuł                           | Czas |
| -- | ------------------------------- | ---- |
| 1. | „AKATSUKI”                      |      |
| 2. | „Shizukana ame” (jap. 静かな雨) |      |
| 3. | „AKATSUKI Version S.S.S”        |      |
| 4. | „I'm on fire”                   |      |
| 5. | „AKATSUKI Version O”            |      |

## Notowania
| Lista                      | Pozycja |
| -------------------------- | ------- |
| Oricon Weekly Albums Chart | 1       |
| Oricon Yearly Albums Chart | 25      |